# C++
С++ (английско произношение: /ˌsiːˌplʌsˈplʌs/) е език за програмиране от високо ниво. Той е обектно ориентиран език със статични типове. От 90-те години на XX век C++ е един от най-популярните комерсиални езици за програмиране.
Датският програмист Бярне Строуструп разработва C++ през 1983 г. в Лабораториите „Бел“ като разширение на езика C – езикът е базиран на C, но в него са добавени редица допълнителни възможности и са направени няколко промени. Основната разлика между C и C++ е, че C++ съдържа вградена в езика поддръжка на обектно ориентирано програмиране. В C++ са добавени класове, множествено наследяване, виртуални функции, overloading, шаблони (templates), обработка на изключения (exceptions) и вградени оператори за работа с динамична памет. Езиковият стандарт на C++ е ратифициран през 1998 като ISO/IEC 14882:1998, през 2003 година има преразглеждане на стандарта – ISO/IEC 14882:2003, а от 2011 стандартът се обновява на всеки три години. Последната ревизия е от 2020.
Повечето програми на C могат директно или със съвсем малки модификации да бъдат компилирани с компилатор за езика C++. Поради заимстване на множество концепции от C++ езикът Java има много общи черти със C++.
Една голяма част от приложните програми на много операционни системи, както и някои от самите операционни системи, са написани на този език.

## Програмиране на С++

### Всяко програмиране има своето начало или Hello, World!
Една примерна програма Hello, World!, реализирана на С++, изглежда така:
```
#include
 
<iostream>

using
 
namespace
 
std
;

int
 
main
()

{

  
cout
 
<<
 
"Hello, World!
\n
"
;

  
return
 
0
;

}

```

### Работа с прости обекти
```
#include
 
<iostream>

#include
 
<string>

using
 
namespace
 
std
;

//обект реализиращ книга в книжарница

class
 
Book

{

public
:

  
string
 
name
;

  
double
 
price
;

  
int
 
year
;

  
void
 
ShowInfo
()
 
const

  
{

    
cout
 
<<
 
"Заглавие: "
 
<<
 
name
 
<<
 
"
\n
"
;

    
cout
 
<<
 
"Цена: "
 
<<
 
price
 
<<
 
"
\n
"
;

    
cout
 
<<
 
"Година на издаване: "
 
<<
 
year
 
<<
 
"
\n
"
;

  
}

};

int
 
main
()

{

  
Book
 
book
;

  
cout
 
<<
 
"Въведете заглавие: "
;

  
getline
(
cin
,
 
book
.
name
);
 
//прочитаме ред от стандартния вход

  
cout
 
<<
 
"Въведете цена: "
;

  
cin
 
>>
 
book
.
price
;

  
cout
 
<<
 
"Въведете дата на издаване: "
;

  
cin
 
>>
 
book
.
year
;

  
book
.
ShowInfo
();
 
//извеждаме получените данни

  
return
 
0
;

}

```

## Философията на езика
Като основа на философията на езика С++ в The Design and Evolution of C++ (1994) Бярне Строуструп изяснява някои от правилата, според които той е моделирал C++:
- C++ е моделиран като статичен език за общи цели, като запазва ефикасността и преносимостта на C
- C++ е създаден да поддържа множество стилове на програмиране (процедурно програмиране, абстракция на данните, обектно-ориентирано програмиране и обобщено програмиране)
- C++ е създаден да дава избор на програмиста, дори той да е неправилен
- C++ е моделиран като умерен преход от C
- C++ избягва функции, които са платформенозависими
- C++ е създаден да работи без сложна среда за разработка

Познаването на правилата помага за правилното разбиране на C++. Много повече за езика може да бъде открито в The Design and Evolution of C++.

## Компилатори
| Компилатор              | Компания         | Операционни системи                              | Архитектури                            | Безплатен |
| ----------------------- | ---------------- | ------------------------------------------------ | -------------------------------------- | --------- |
| GNU Compiler Collection | GNU              | BSD, Linux, macOS, OpenSolaris, Solaris, Windows | ARM, MIPS, PowerPC, SPARC, x86, x86-64 | Ok        |
| LLVM Clang              | LLVM             | BSD, Linux, macOS, OpenSolaris, Solaris, Windows | ARM, MIPS, PowerPC, SPARC, x86, x86-64 | Ok        |
| Sun Studio              | Sun Microsystems | Solaris, OpenSolaris, Linux                      | SPARC, x86, x86-64                     | Ok        |
| Intel C++ Compiler      | Intel            | Linux, macOS, Windows                            | x86, x86-64                            | Не        |
| Borland C++             | Borland          | Windows                                          | i86pc                                  | Ok        |
| Open Watcom             | Sybase           | Windows                                          | i86pc                                  | Ok        |
| Visual C++              | Microsoft        | Windows                                          | x86, x86-64                            | Ok        |

## Стандарти
Езикът е международно стандаритизиран със стандарта ISO/IEC 14882. Различните версии на езика представляват обновявания на стандартизационния документ и за разлика от други езици, които имат обикновени числови версии, е прието версиите на С++ да се наричат на годината на издаване.
След 2011 стандартизационният комитет се ангажира да обновява версията на езика на всеки три години. Съответно следващата версия на езика се очаква през 2023 под името C++23.
| Година | C++ Стандарт       | Неформално име |
| ------ | ------------------ | -------------- |
| 1998   | ISO/IEC 14882:1998 | C++98          |
| 2003   | ISO/IEC 14882:2003 | C++03          |
| 2011   | ISO/IEC 14882:2011 | C++11          |
| 2014   | ISO/IEC 14882:2014 | C++14          |
| 2017   | ISO/IEC 14882:2017 | C++17          |
| 2020   | ISO/IEC 14882:2020 | C++20          |
| 2023   | ISO/IEC 14882:2020 | C++23          |